# التملان
التملان (به آلمانی: Altmelon) یک شهر بازاری و municipality of Austria در اتریش است که در Zwettl District واقع شده‌است.

## خصوصیات
التملان ۳۸٫۳۳ کیلومترمربع مساحت دارد ۸۸۰ متر بالاتر از سطح دریا واقع شده‌است.